# Хорікоші Кохей
Хорікоші Ко̄хей (яп. 堀越 耕平, Horikoshi Kōhei) — японський манґака, відомий тим, що створив серії шьонен-манґи Ōmagadoki Dōbutsuen, Barrage і Boku no Hero Academia, усі з яких екранізуються або були екранізовані у Weekly Shōnen Jump. Здобував освіту в середній школі Тохо та Університеті мистецтв Наґої. Народився у префектурі Айчі. Був колишнім помічником Танаки Яскі, творця серії манґи Summer Time Rendering, Hitomi no Catoblepas і Kagijin.
Улюблені серії манґи Хорікоші, що його надихали, — Naruto, One Piece, Akira, Katekyo Hitman Reborn і Boys on the Run. Хорікоші також є пристрасним шанувальником американських коміксів про супергероїв, зокрема Marvel Comics.

## Роботи
| Назва                                                                     | Рік       | Журнал             | Видавець(и)                                  | Нотатки      | Прим. |
| ------------------------------------------------------------------------- | --------- | ------------------ | -------------------------------------------- | ------------ | ----- |
| Tenko (яп. テンコ)                                                        | 2007      | Akamaru Jump       | Shueisha                                     | Ван-шот      | [ 4 ] |
| My Hero (яп. 僕のヒーロー, Boku no Hīrō)                                  | 2008      | Akamaru Jump       | Shueisha                                     | Ван-шот      | [ 5 ] |
| Shinka Rhapsody (яп. 進化ラプソディ, Шінка Рапусоді)                      | 2008      | Akamaru Jump       | Shueisha                                     | Ван-шот      | [ 6 ] |
| Oumagadoki Zoo (яп. 逢魔ヶ刻動物園, Ōmagadoki Dōbutsuen)                  | 2010–2011 | Weekly Shonen Jump | Shueisha                                     | Манґа        |       |
| Barrage (яп. 戦星のバルジ, Сенсей но Баруджі)                             | 2012      | Weekly Shonen Jump | Shueisha (японською) Viz Media (англійською) | Манґа        |       |
| Boku no Hero Academia (яп. 僕のヒーローアカデミア, Boku no Hīrō Akademia) | 2014–2024 | Weekly Shonen Jump | Shueisha (японською) Viz Media (англійською) | Манґа, аніме |       |

## Нагороди та номінації
| Рік  | Нагорода                                       | Категорія                   | Робота/Номінація      | Результат | Прим.  |
| ---- | ---------------------------------------------- | --------------------------- | --------------------- | --------- | ------ |
| 2015 | 8 манґа Тайшьо                                 | Манґа                       | Boku no Hero Academia | Номінація | [ 7 ]  |
| 2016 | 40-а премія Коданшя серед манґ                 | Найкраща шьо̄нен манґа       | Boku no Hero Academia | Номінація | [ 8 ]  |
| 2017 | 44-й Міжнародний фестиваль коміксів в Анґулемі | Найкращий молодіжний комікс | Boku no Hero Academia | Номінація | [ 9 ]  |
| 2017 | 3-я премія Суґой Японії                        | Манґа                       | Boku no Hero Academia | Перемога  | [ 10 ] |
| 2018 | 30-та премія Гарві                             | Найкраща манґа              | Boku no Hero Academia | Номінація | [ 11 ] |
| 2019 | 31-ша премія Гарві                             | Найкраща манґа              | Boku no Hero Academia | Перемога  | [ 12 ] |